# Acontarache
Acontarache là một chi bướm đêm thuộc họ Noctuidae.